# 圣皮埃尔阿济夫
圣皮埃尔阿济夫（法語：Saint-Pierre-Azif，法語發音：[sɛ̃ pjɛʁ azif] ⓘ）是法国卡尔瓦多斯省的一个市镇，属于利雪区。

## 地理
圣皮埃尔阿济夫（49°17'42"N, 0°2'31"E）面积6.17 平方千米，位于法国诺曼底大区卡爾瓦多斯省，该省份为法国西北部沿海省份，北濒大西洋英吉利海峡，东北与滨海塞纳省以海上边界相接，东临厄尔省，南至奧恩省，西与芒什省接壤。
与圣皮埃尔阿济夫接壤的市镇（或旧市镇、城区）包括：滨海布隆维尔、布尔若维尔、布朗维尔、格朗维尔、欧日地区圣瓦斯特、沃维尔、滨海维莱。
圣皮埃尔阿济夫的时区为UTC+01:00、UTC+02:00（夏令时）。

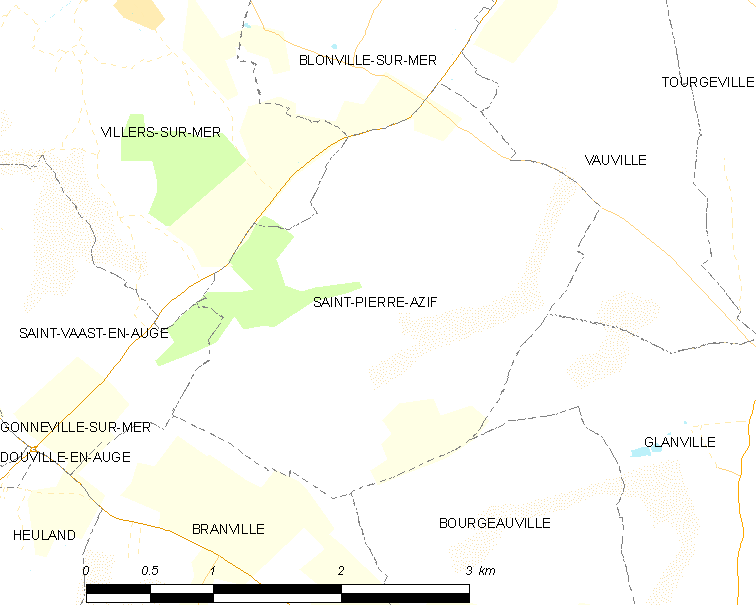
圣皮埃尔阿济夫的OSM定位图

## 行政
圣皮埃尔阿济夫的邮政编码为14950，INSEE市镇编码为14645。

## 政治
圣皮埃尔阿济夫所属的省级选区为蓬莱韦克县。

## 人口

1962-2008年间圣皮埃尔阿济夫人口变化图示

圣皮埃尔阿济夫于2022年1月1日时的人口数量为165人。